# Serreta del Solà
La Serreta del Solà és una serra situada al municipi de Llavorsí a la comarca del Pallars Sobirà, amb una elevació màxima de 1.915 metres.